# 産業・組織心理学
産業・組織心理学（さんぎょう・そしきしんりがく、英語: Industrial and organizational psychology、英語: Industrial/organizational psychology、英語: I/O psychology）とは、応用心理学の一分野である。

## 概要
産業・組織心理学は産業心理学と組織心理学の2分野から構成され、それぞれで発達してきた。
ヒューゴー・ミュンスターバーグから始まったとされる産業心理学は、最適な人材配置、仕事のパフォーマンスを高める要素、人間が仕事をすることによる経済効果の3つを主な対象として研究を進め、下位領域として人事心理学、人間工学、マーケティングなどへと発展、細分化していった。第一次世界大戦によって、兵士の選抜、軍需工場労働者の能率、戦後に除隊兵の復職などが社会問題となったことも産業心理学の形成に大きな影響を与えたとされている。
第一次大戦後、産業心理学者のエルトン・メイヨーは、アメリカのウェスタン・エレクトリック社ホーソン工場で実施されたホーソン実験に途中から参加し、労働者の作業効率は物理的な労働環境よりも、労働者個人の人間関係や目標意識により左右されるという仮説を提唱した。
第二次世界大戦後の産業革新の結果として、人間と道具や機械との不適合の問題から伝統的な産業心理学への批判が起こり、工学、心理学、医学、建築学などの学際的協力のもとに人間工学が誕生した。更には、行動科学、社会学、社会心理学、経営学といった文化人類学、政治学など隣接諸科学との関係から、個人と組織との相互作用過程という枠組に基づいた、仕事の動機づけ、組織構造、リーダーシップの影響過程、組織コミュニケーション、意思決定、組織活性化、組織開発といった領域を研究対象とする組織心理学が産業心理学を母体として生まれて行った。
産業心理学と組織心理学は次第に統合されていき、アメリカ心理学会では、1973年に第14部会「産業心理学」の名称が「産業・組織心理学」と改称され、学会における正式な部門として認知されるようになった。日本においては、1985年に産業・組織心理学会が発足し、人事、組織行動、作業、市場の4部門に分かれて研究活動が展開されている。